# ЗІЛ-117
ЗІЛ-117 — радянський легковий автомобіль вищого класу з кузовом седан. Наступник — ЗІЛ-41041 (1986—2000).
ЗІЛ-117 був створений в 1971 році на базі урядового лімузина ЗІЛ-114.  Зовні ЗІЛ-117 відрізнявся також іншим оформленням передньої частини кузова. Є аналогом Lincoln Continental 53A 1964-1968 року.
Крім чорного, автомобіль фарбували в темно-синій і темно-вишневий кольори.

## Застосування

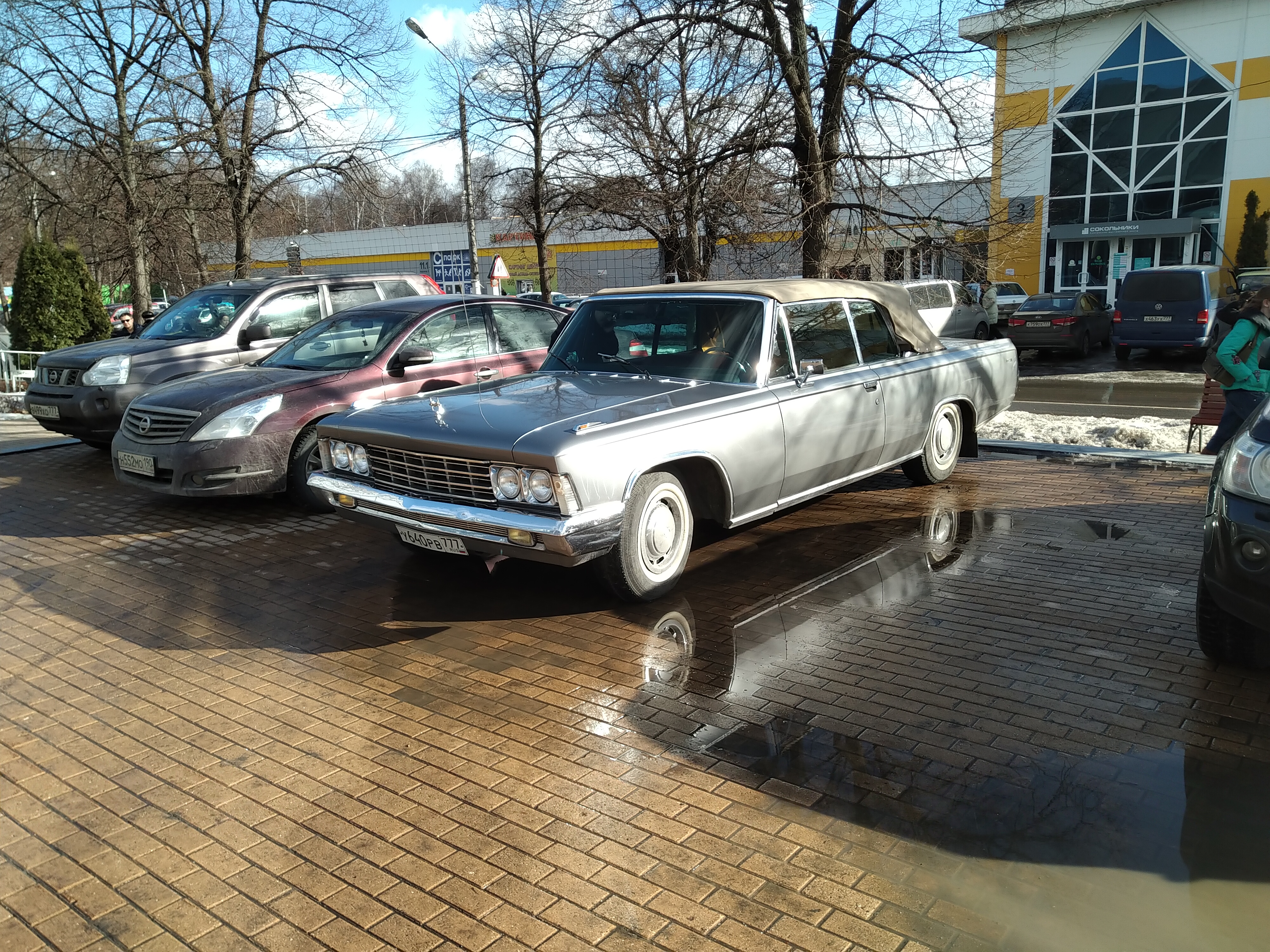
ЗІЛ-117В кабріолет

Офіційно (заводська версія) ЗіЛ-117 був створений як більш динамічний, швидкісний і маневренний у відношенні до лімузина ЗІЛ-114 автомобіль супроводу. Тим не менше, в урядових ескортах як автомобілі супроводу продовжували ходити переважно лімузини, а також «чайки», «волги» і пізніше іномарки.
Неофіційним розумінням було те, що ЗіЛ-117 — «драйверська» версія, створена за особистим розпорядженням Л. І. Брежнєва, який любив керувати автомобілем особисто. Існує немало свідчень очевидців, що ще в другій половині 1970-х генсек власноручно керував «коротким» ЗІЛом.
За своїм статусом ЗіЛ-117 вважався на один рівень нижче від лімузинів ЗіЛ-114 і ЗіЛ-115 і був призначений кандидатам в члени Політбюро ЦК КПРС і членам Уряду СРСР. В останні роки застою 117-ми ЗІЛами почали користуватися й особисті референти Брежнєва, якому було відразу покладено край після приходу до влади Ю. В. Андропова.
В 1978 році виробництво ЗіЛ-117 було згорнутим.

## Конструкція і оснащення
Оснащення салону ЗіЛ-117 відповідало лімузину ЗіЛ-114 і включало: гидропідсилювач кермового управління, відкидне для зручності входу й виходу водія кермове колесо, склопідйомники всіх дверей з електроприводами, центральне блокування замків дверей, кондиціонер, атермальне скло.
Автомобіль оснащався автоматичною гідромеханічною трансмісією з селектором управління на кермовій колонці.
На седан встановлювався V-подібний восьмициліндровий двигун від ЗіЛ-114 з алюмінієвим блоком циліндрів, чотирьохкамерним карбюратором, транзисторною системою запалювання й гідравлічними (необслуговуваними) штовхачами клапанів. Потужність складала ці ж 300 к.с.
Шасі ЗіЛ-117, як і ЗіЛ-114, базувалось на потужній рамі, яка мала високу жорсткість на скручування. Підвіска коліс (передня торсіонна з поздовжнім розміщенням торсіонів) була оснащена системою, яка запобігає «клювкам» під час різкого гальмування, яка також помітно зменшувала крени кузова в поворотах, і системою АБС.

## Технічні характеристики
| Технічні характеристики       | Технічні характеристики                                                                                                 |
| ----------------------------- | --- |
| Двигун                        | Бензиновий |
| Тип двигуна                   | карбюраторний, чотиритактний, восьмициліндровий                                                                         |
| Марка двигуна                 | ЗІЛ-114 |
| Циліндри / Клапани            | V8 / 16 |
| Об'єм                         | 6959 см3 |
| Хід поршня / Діаметр циліндра | 95 / 108 мм |
| Ступінь стиску                | 9,5 |
| Система живлення              | карбюратор |
| Охолодження                   | рідинне |
| Потужність                    | 300 к.с.виміри зроблені у відповідності до SAE Gross (220 кВт) при 4400 об/хв [приблизно 210-240 метричих кінських сил] |
| Крутний момент                | 559 Нм при 2800 об/хв                                                                                                   |
| Трансмісія                    | 3-ст. АКПП |
| Макс. швидкість               | 190-201км/год |

## Модифікації
- ЗІЛ-117Е (1971) — автомобіль з екранізованою системою електрообладнання.
- ЗІЛ-117М — із зовнішністю моделі 4104 (1984 р., виготовлений 1 примірник).
- ЗІЛ-117В (1972—1978) — відкритий варіант з двухдверним кузовом типу фаетон зі складним матерчатим тентом. Спеціальний механізм, забезпечений електродвигуном, складав тент за 10-15 с. ЗІЛ-117В фарбувався в чорний і сірий кольори. Фаетони ЗІЛ-117B брали участь у військових парадах на Красній площі в Москві в 1970-80-х. Усього випущено 11 екземплярів.
- ЗІЛ-117ВЕ — кабріолет ЗІЛ-117В з екранізованою системою електрообладнання.
- ЗІЛ-117П — п'ятимісний лімузин з перегородкою (виготовлений 1 примірник).[1]

## В ігровій, сувенірній індустрії
В 1982 році заводом «Агат» м. Маркс була випущена модель ЗіЛ-117. В наші дні модель, як і раніше, випускається Компанією «Холдинг Інкотекс». Якість моделей погіршилось за рахунок зношуваності прес-форм. 30 березня 2012 року в журнальній серії «Автолегенди СРСР» від видавництва «ДеАгостіні» під номером 57 вийшла модель ЗіЛ-117.

## Цікаві факти
- ЗіЛ-117 використовувався, в основному, як урядовий лімузин, пасажирами якого були члени різних керівних органів СРСР: КПРС, КДБ, армії та уряду. По цій причині в розмовній речі за автомобілем закріпилась іронічна назва «членовоз». Так само називались і інші радянські автомобілі представницького класу.
- Автомобіль використовувався в фільмі Казино Рояль в сцені з трупом в багажнику, а також «Смертельний рейс».